# مسجد السلطان أبو بكر
مسجد السلطان أبو بكر هو مسجد يقع في ولاية جوهر في ماليزيا، يقع المسجد على طول جالان سكوداي في مدينة جوهر بهرو، تم بناء المسجد في الفترة بين (1892 - 1900) وذلك بتوجيه من السلطان أبو بكر.

## البناء
كان المهندس توان حاجي محمد عارف بن بوناك هو المهندس المعماري للمسجد. حيث تأثر في بنائه للمسجد بمظاهر العمارة الإنجليزية الاستعمارية وبالتحديد بفن عمارة فكتورية، كما لاحظ أن أبراج المباني تأخذ شكل برج الساعة البريطاني في فترة القرن التاسع عشر الميلادي، الهندسة المعمارية للمسجد تشمل إضافة بعض العناصر المعمارية مغاربية جنبا إلى جنب مع بعض العناصر الطفيفة من فن العمارة المالاوية، وأشرف توان حاجي محمد عارف بن بوناك مع مهندس الحكومة داتو يحيى بن أول الدين على بناء المسجد، يمكن ملاحظة تأثير عمارة فكتورية البريطانية ليس فقط على مسجد السلطان أبو بكر ولكن أيضا في العديد من المباني الحكومية الأخرى والقصور في مدينة جوهر بهرو، بني المسجد على قمة تلة بارزة ويطل على مضيق جوهور، تم تسمية مسجد السلطان أبو بكر من قبل ولده السلطان إبراهيم الذي أمر بنائه، يمكن للمسجد أن يستوعب 2،000 مصلي في وقت واحد .

## الصور

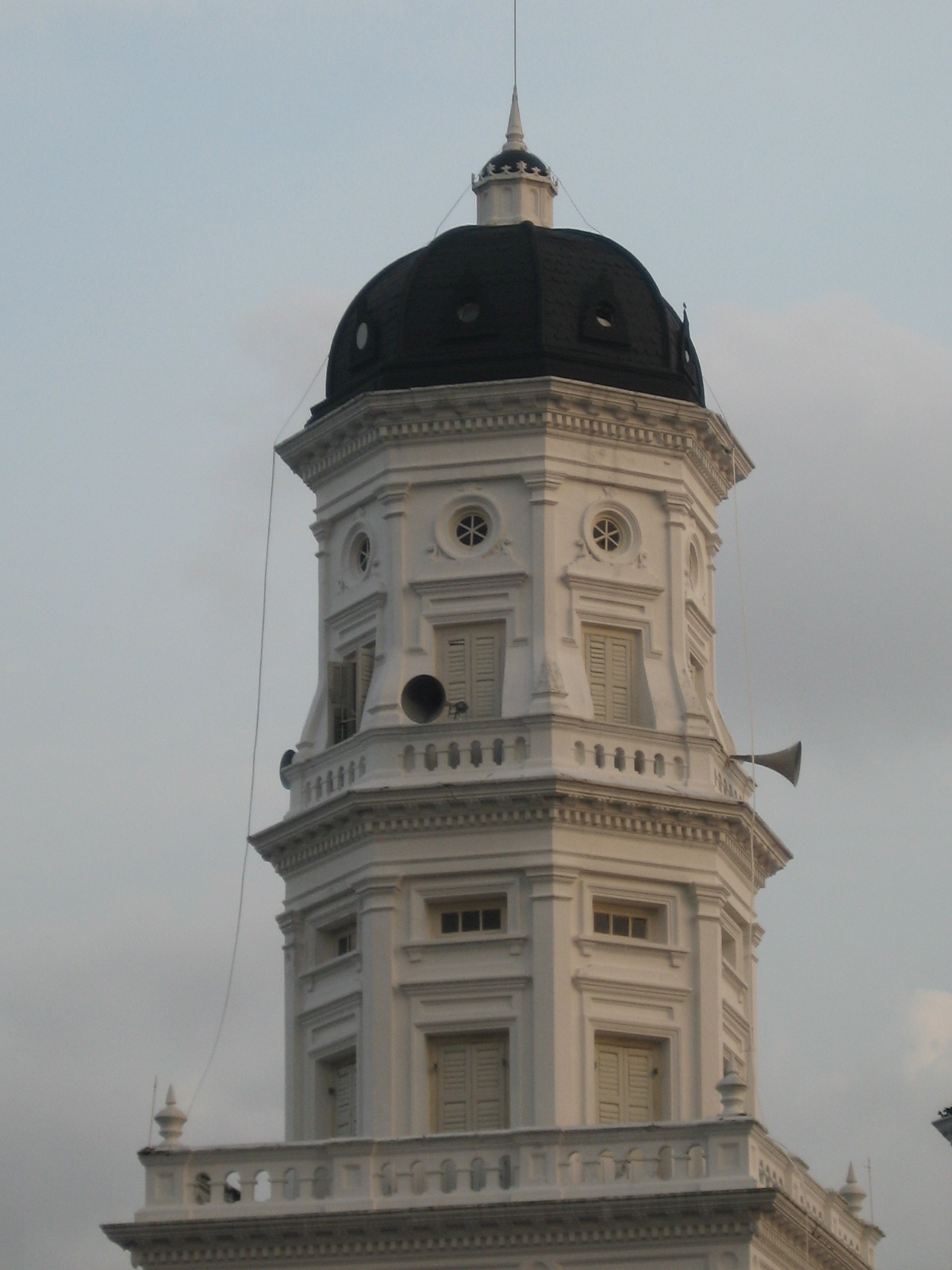
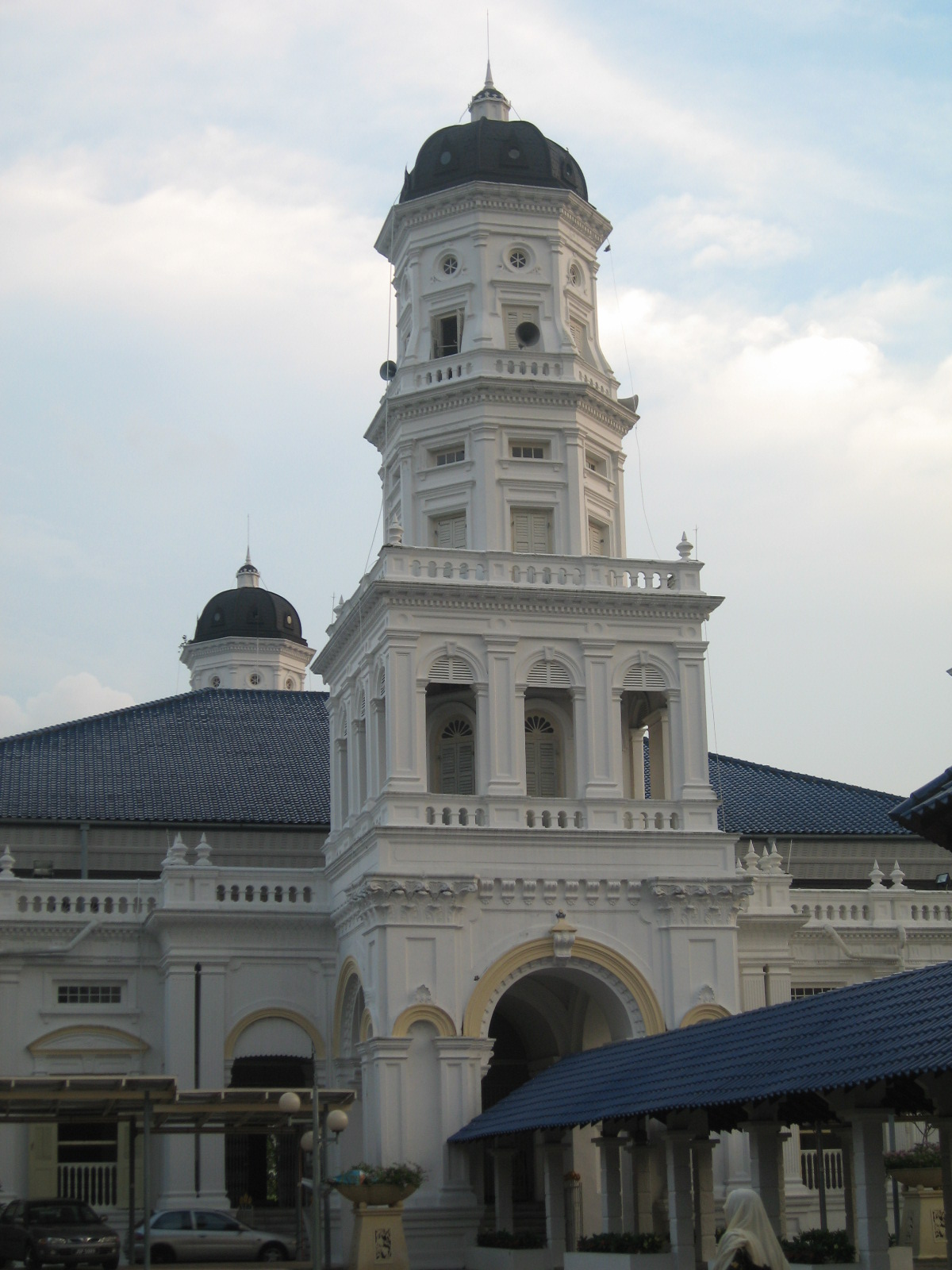
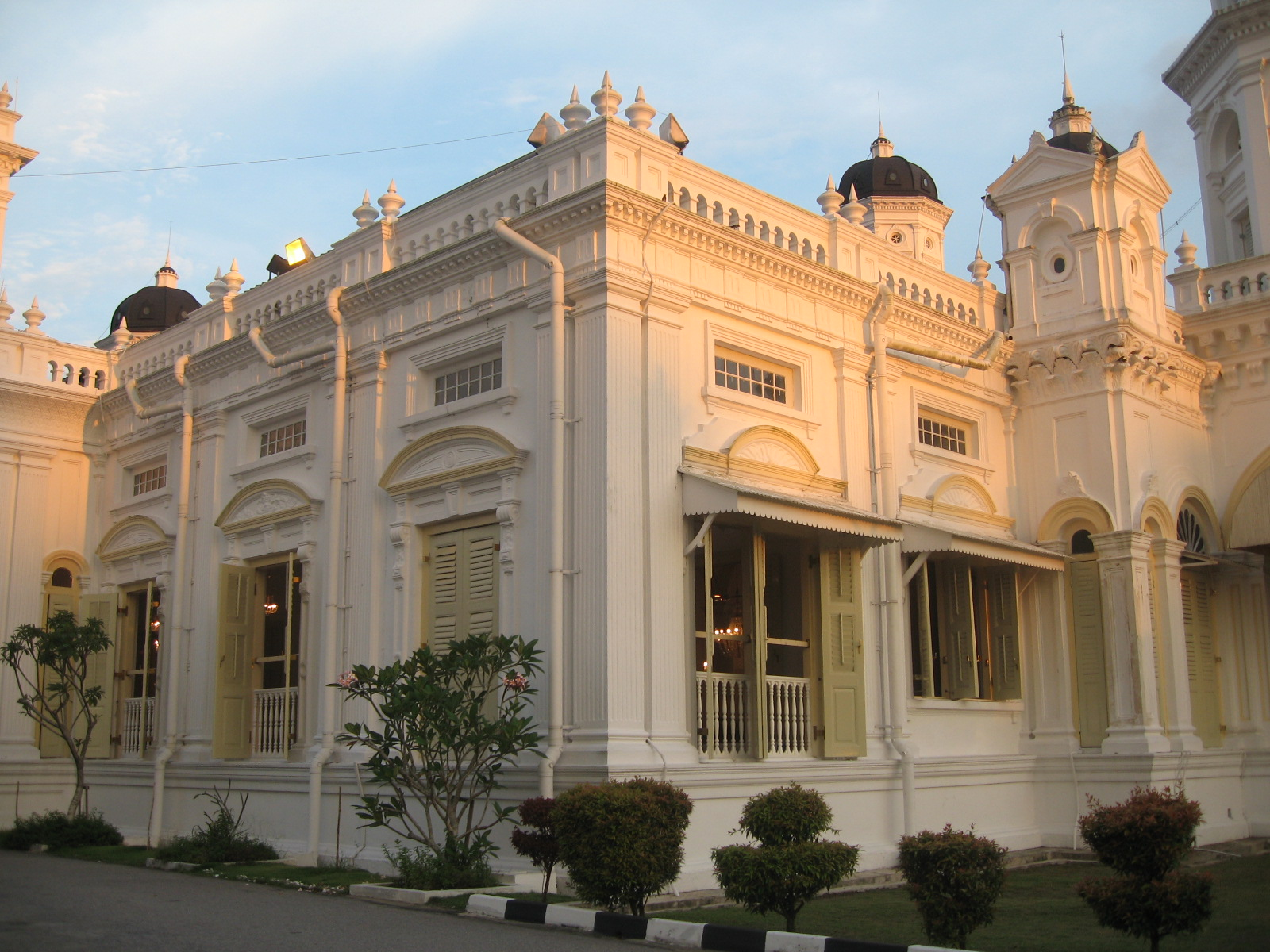
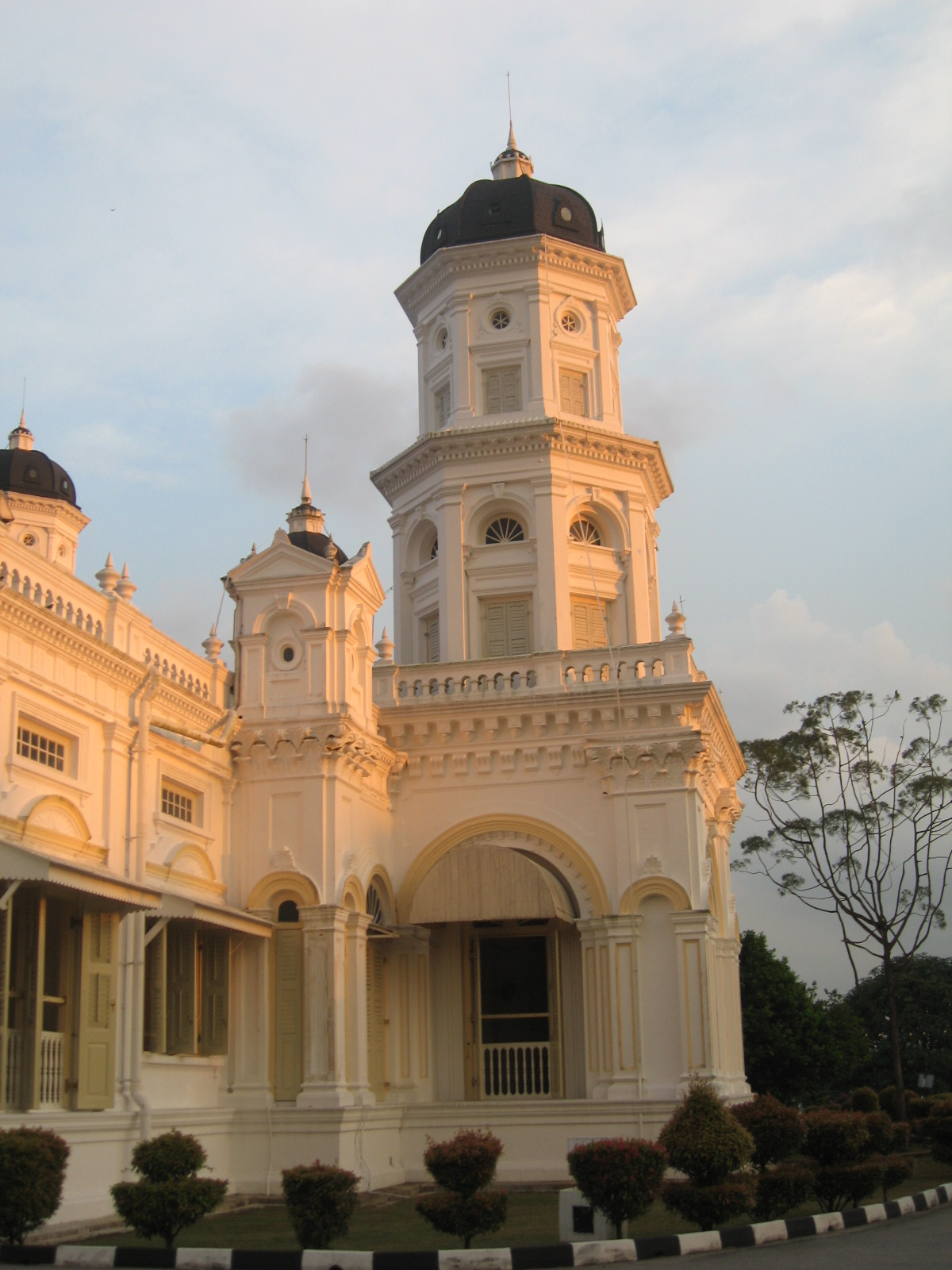
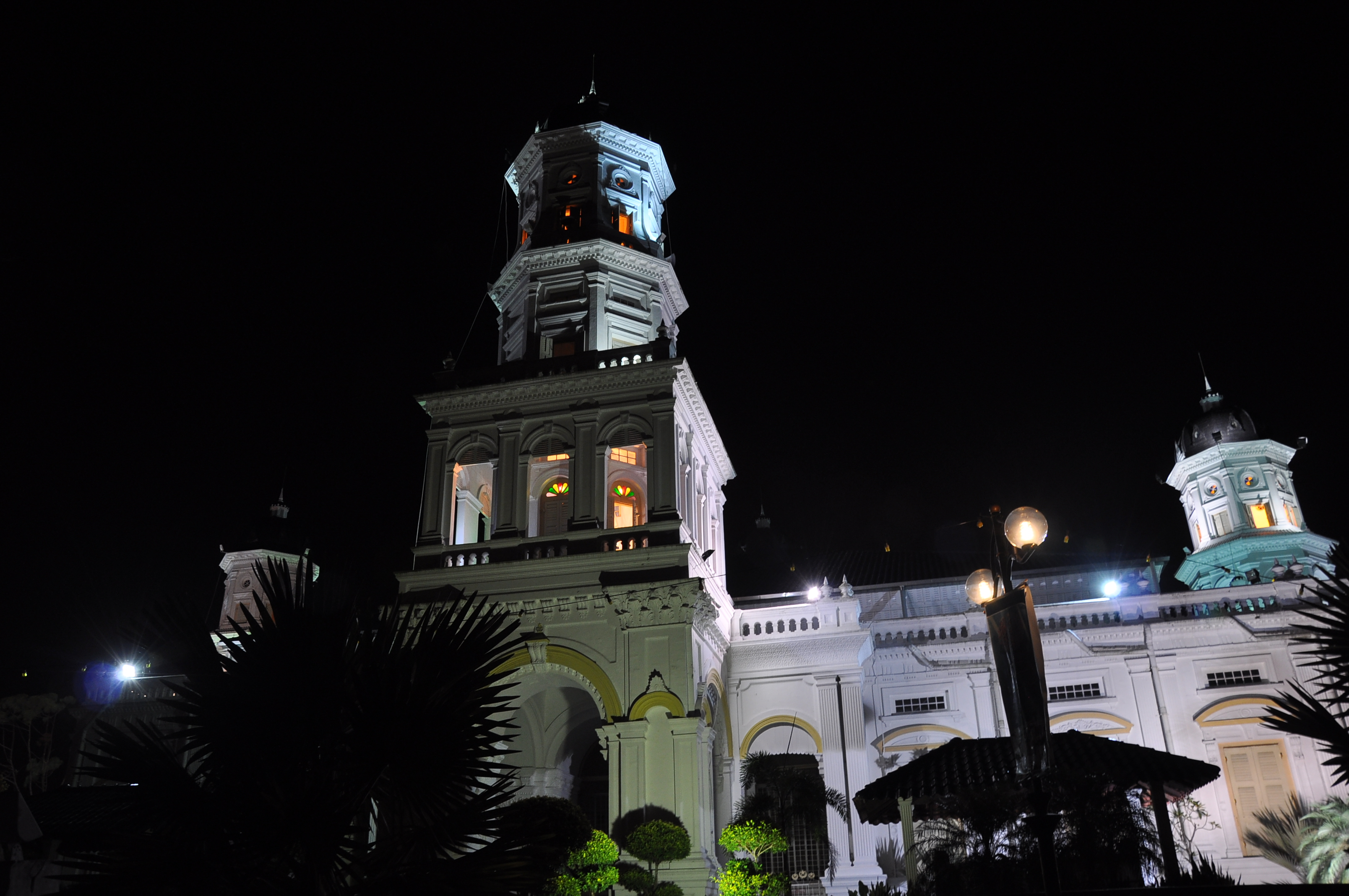

## وصلات خارجية
- موقع مسجد السلطان أبو بكر على الخريطة